# Bill Perkins (Fußballspieler)
William Henry „Bill“ Perkins (* 26. Januar 1876 in Kettering; † 1949) war ein englischer Fußballtorwart. Mit dem FC Liverpool gewann er im Jahr 1901 die englische Meisterschaft und bestritt auf dem Weg dorthin alle 34 Ligapartien.

## Sportlicher Werdegang
Perkins machte seine ersten fußballerischen Schritte beim beheimateten Burton Latimer Temperance Club sowie Wellingborough Trinity, bevor es ihn 1894 zum FC Kettering verschlug. Der Klub spielte in der Midland League, wurde in dieser 1896 Meister und trat danach zusätzlich in der United League an. Im Mai 1898 heuerte Perkins bei Luton Town in der Football League Second Division an. Bei seinem neuen Verein stand Perkins in 26 Zweitligapartien zwischen den Pfosten, aber noch bevor die Saison 1898/99 ihren Abschluss fand, wechselte er Ende März 1899 zum Erstligisten FC Liverpool. Die Ablösesumme betrug 200 Pfund und auf dem Weg zur Vizemeisterschaft trug Perkins noch fünf Einsätze bei.
Im Verlauf der anschließenden Spielzeit 1899/1900 eroberte sich Perkins den Stammplatz im Tor des FC Liverpool. Dabei verdrängte er gleichsam Harry Storer, der zwischen Oktober und Dezember 1899 nach einer Serie von acht Niederlagen noch einmal elf Spiele absolvierte, als auch Matt McQueen, der in den 1920ern Trainer des Vereins werden sollte und zur aktiven Zeit sowohl als Feldspieler als auch als Torwart zu Profieinsätzen kam. Als Liverpool in der Saison 1900/01 die erste englische Meisterschaft in der Vereinsgeschichte gewann, verpasste Perkins kein einziges Spiel und auch im Jahr darauf absolvierte er 33 von 34 Ligabegegnungen. In seiner letzten Spielzeit 1902/03 wurde er schließlich sukzessive von Peter Platt verdrängt und kurz nach seinem letzten Auftritt gegen Sheffield United (2:4) am 28. März 1903 verließ er den Klub nach insgesamt 117 Pflichtspielen. Letzter bekannter Klub war danach Northampton Town in der Southern League.
Über seine Zeit nach dem Fußball ist wenig bekannt. Nach Angaben des Zensus von 1911 lebte der damals 35-Jährige gemeinsam mit seinen Eltern und dem 15-jährigen Sohn in Burton Latimer und ging dem Beruf eines Schuhmachers nach.

## Titel/Auszeichnungen
- Englischer Fußballmeister (1): 1901